# Белосельский, Никифор Иванович
Князь Никифор Иванович Белосельский — патриарший стольник, дворянин московский и воевода во времена правления Михаила Фёдоровича и Алексея Михайловича.
Из княжеского рода Белосельские. Младший (третий) сын князя Ивана Елизарьевича Белосельского. Имел братьев: князя Василия Ивановича погибшего под Новгородом и князя Андрея Ивановича.

## Биография

### Служба Михаилу Фёдоровичу
В 1629 году князь Никифор Иванович Белосельский упоминается среди стольников патриарха Филарета Никитича. В 1636 году пожалован дворянином московским и упоминается в этой должности в Боярской книге в 1658 году. В 1638 году отправлен из столицы в козельский уезд, где руководил строительством Столпинской засеки. Под его началом было сто человек, постройка продолжалась с 3 мая по 4 сентября. В феврале 1639 года по царскому распоряжению вместе с некоторыми другими сановниками встречал за р. Яузой, по Владимирской дороге, персидского посла. В 1642 году вместе с дьяком Т. Никитиным встречал за городом турецкого посланника, к которому был назначен «приставом». В 1643 году участвовал во встрече датского посла Петра Марселиса. В том же году представлял царю Михаилу Фёдоровичу в Золотой палате побочного сына датского короля Христиана IV, графа Вальдемара, которого в Москве рассчитывали женить на царевне Ирине Михайловне.

### Служба Алексею Михайловичу
В 1645-1647 годах князь Никифор Иванович Белосельский был воеводой в Вольном (Большом) Кургане возле Белгорода, для защиты от нападений крымских татар и ногайцев, откуда в 1645 году сообщал в Москву о намерении украинского князя-магната и державца лубенского Иеремии-Михаила Вишневецкого с большим войском совершить поход на Путивль. По данным вестям велено ему сходиться в Белгороде со стольником и воеводой князем Хилковым. В 1647 году межевал в гаретовском стане патриаршее село Степановское. В июне 1649 года по царскому указу был переведен во Владимирский судный приказ. Афанасий Зиновьев, назначенный в Московский судный приказ, бил царю челом на князя Никифора Белосельского, что ему «менши его быть не вместно». Царь Алексей Михайлович вначале поддержал А. А. Зиновьева, но затем отправил обоих в отставку. В том же 1649 году князь Н. И. Белосельский вместе с подьячим Иваном Хоненевым был отправлен в ногайские кочевья. Царь поручил убедить ногайских мурз перекочевать со своими улусами под Астрахань и принести «шерсть» (присягу) на верность Москве. В 1649 году Белозерские князья: Иван Тимофеевич Вадбольский. Фёдор Андреевич Шелешпанский, Иван Тимофеевич Ухтомский с братьями и племянниками местничали с князем Никифором Ивановичем, обвиняя его «закостеневшего», хотя речь шла о его московской службе, в то время как значительная часть его родни служила по городам. По утверждению князей Белозерских, князья Белосельские служили по Новгороду и потеряли связь с однородцами: «Будет де в Разряде про то сыщется, что князь Никифор Белосельский с ними одново роду и они де ево от себя не отчитают, а они де про то помнят…. потому Белосельские велись в Новгороде».
В апреле 1651 года сопровождал царя в его «походе» из Москвы в село Покровское. В 1677 году упоминается в чине походного стольника царицы Натальи Кирилловны.

## Семья
Князь Никифор Иванович Белосельский был женат на княжне Феодосии Романовне Пожарской, сестре (или дочери) окольничего и князя Семёна Романовича Пожарского, от брака которых имели детей:
- Князь Белосельский Иван Никифорович Большой — в 1658—1676 годах стольник[1], в 1685 году межевал Морозов стан в Деревской пятине.
- Князь Белосельский Иван Никифорович Меньшой — в 1658—1686 годах стольник[1], в апреле 1687 года завоеводчик в Крымском походе, в 1703 году сто семнадцатый отставной стольник.

## Критика
В 1692 году в Боярской книге, кроме с прозваниями «Большой» и «Меньшой», записан ещё князь Иван Никифорович Белосельский, вероятно, что он может является третьим сыном князя Никифора Ивановича, так как в поколенной росписи больше нет таких князей, а князь Никифор Белосельский упоминается мужем княжны Феодосьи Пожарской, третьей дочери окольничего и князя Романа Петровича Пожарского.